# Trnava pri Laborci
Trnava pri Laborci este o comună slovacă, aflată în districtul Michalovce din regiunea Košice, pe malul râului Laborec⁠(d). Localitatea se află la altitudinea de 176 m deasupra n.m., se întinde pe o suprafață de 15,94 km2 și în 2017 număra 583 de locuitori.

## Istoric
Localitatea Trnava pri Laborci este atestată documentar din 1249.

## Demografie
| An:                | 1994 | 2004   | 2014    | 2024   |
| ------------------ | ---- | ------ | ------- | ------ |
| Număr de persoane: | 551  | 532    | 591     | 640    |
| Diferență:         |      | −3,44% | +11,09% | +8,29% |

| An:                | 2023 | 2024   |
| ------------------ | ---- | ------ |
| Număr de persoane: | 636  | 640    |
| Diferență:         |      | +0,62% |